# Aeroportul Internațional Del Bajío
Aeroportul Internațional Del Bajío (IATA: BJX, ICAO: MMLO) este un aeroport din Silao Municipality⁠(d), Guanajuato, Mexic ce deservește zona Guanajuato. Aeroportul a fost tranzitat în 2023 de 3.195.946 de pasageri.
Situat la o altitudine de 1.815 m, aeroportul dispune de 1 pistă. Este operat de Grupo Aeroportuario del Pacífico⁠(d).

## Infrastructură

### Piste
Aeroportul dispune de o singură pistă. Pista 13/31 are suprafața de Bitum. 